# Сер Едвард Салліван, 1й баронет Салліван

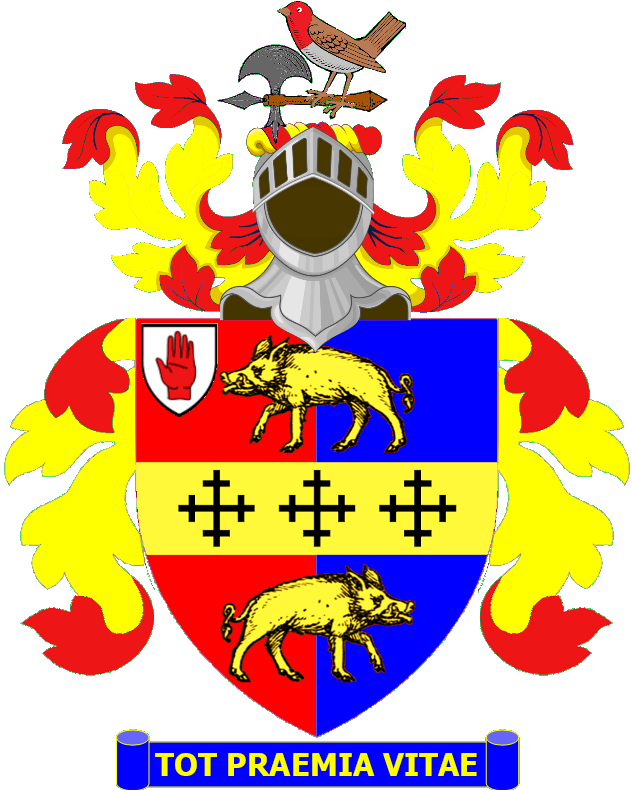
Герб баронетів Салліван.

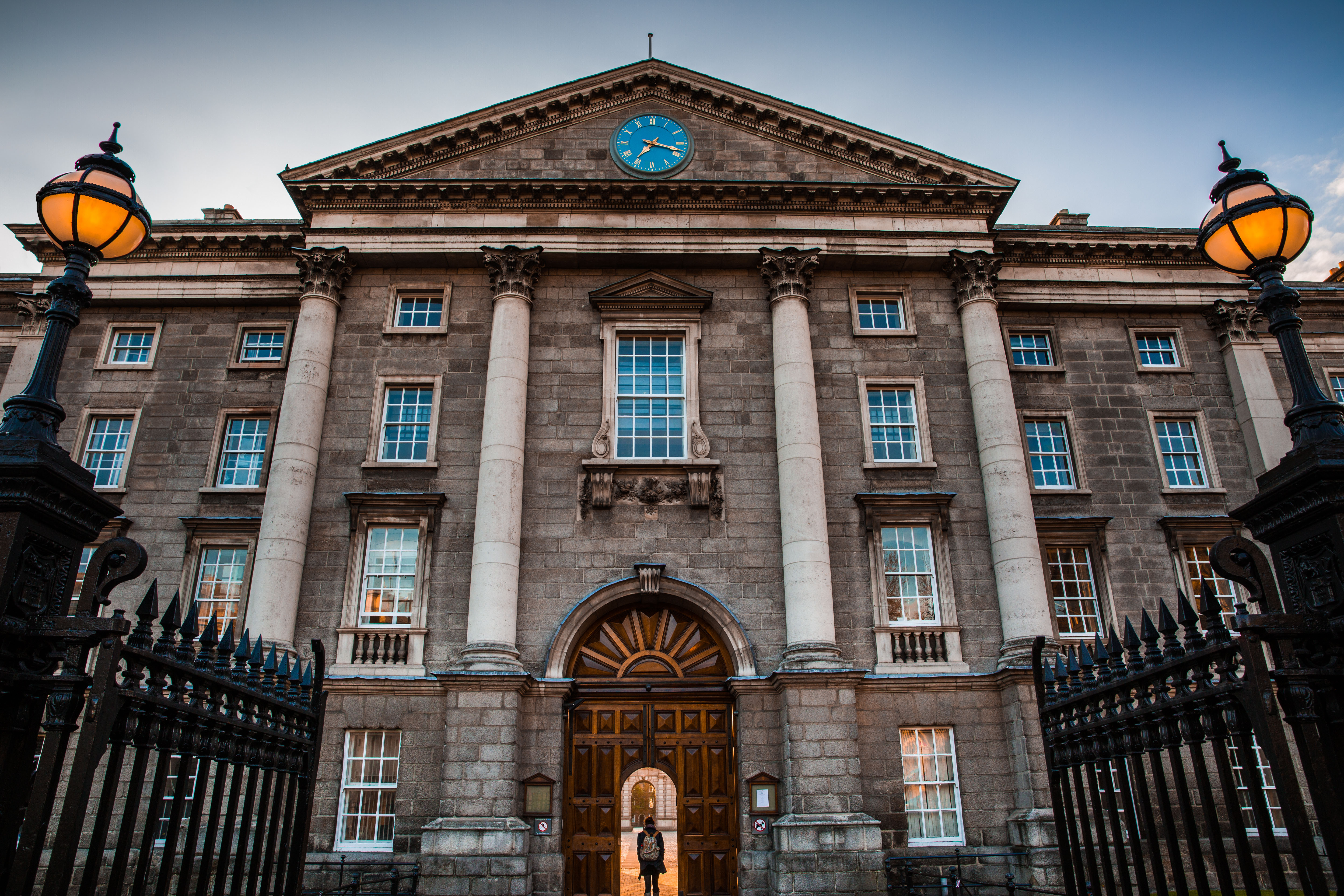
Трініті-коледж, Дублін.

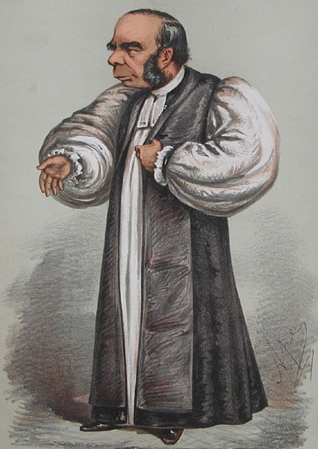
Вільм Коннор Мегі – карикатура 1869 року.

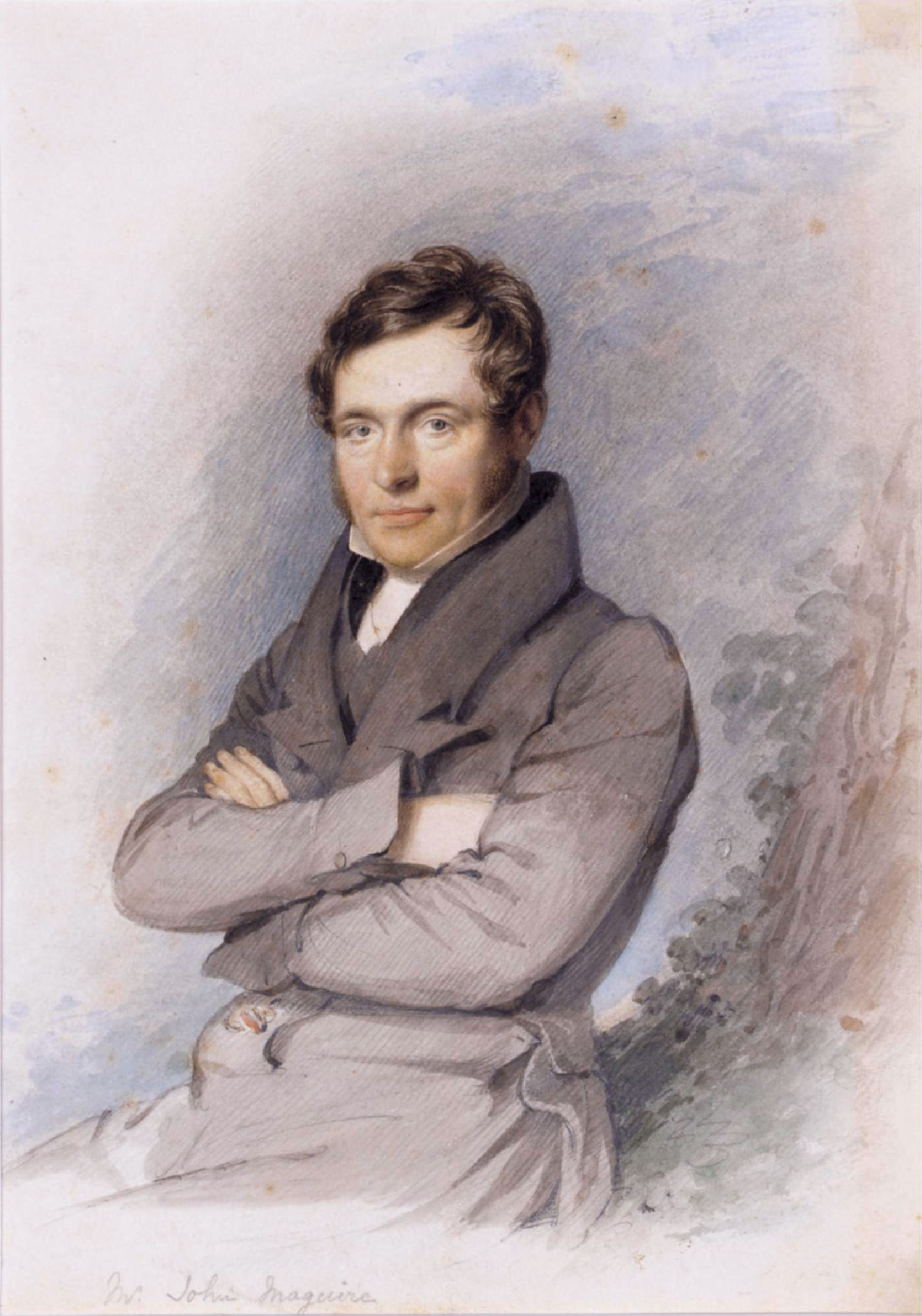
Джон Френсіс Магвайр (1815 – 1872).

Сер Едвард Салліван (10 липня 1822 — 13 квітня 1885) – І  баронет Саліван, відомий ірландський юрист, політик, депутат Палати громад парламенту Об’єднаного Королівства Великобританії та Ірландії від виборчої округи Маллоу (Ірландія) в 1865 – 1870 роках. Обіймав посади: генерального соліситора Ірландії в 1865 – 1866 роках, генерального прокурора Ірландії в 1868 році, магістра рукописів Ірландії в 1870 році, лорд-канцлера Ірландії в 1883 – 1885 роках. Титул баронета отримав 29 грудня 1881 року. 

## Життєпис

### Походження та освіта
Едвард Салліван народився в Меллоу, графство Корк 10 липня 1822 року. Він був старшим сином Едварда Саллівана та його дружини Енн Серфлен, уродженої Лінч, вдови Джона Серфлена. Його батько був процвітаючим місцевим торговцем вином і другом поета Томаса Мура. Салліван отримав освіту в Королівській школі Мідлтон і Портора, а в 1841 році вступив до Дублінського Трініті-коледжу. У 1843 році він був обраний стипендіатом і отримав ступінь бакалавра у 1845 році. Він також був обраний аудитором Історичного товариства коледжу в 1845 році, замість Вільяма Коннора Мегі (пізніше єпископа Пітерборо та архієпископа Йорка), і отримав золоту медаль за ораторське мистецтво.

### Кар’єра
У 1848 році Едвард Саллівана почав працювати адвокатом і працював у цьому статусі 10 років. У 1858 році він був призначений королівським радником, а через два роки отримав юридичну посаду сержанта Ірландії. Через його маленький зріст він був відомий як «Маленький сержант», на відміну від Річарда Армстронга, «Великого сержанта». У 1861 році він був призначений юридичним радником лорда-лейтенанта Ірландії, а в 1865 році став генеральним соліситором Ірландії в останній адміністрації лорда Пальмерстона.
У 1865 році він був обраний депутатом Палати громад парламенту Об’єднаного Королівства Великобританії та Ірландії від виборчої округи Маллоу (Ірландія). Належав до ліберальної партії. З 1866 по 1868 рік, поки його партія була в опозиції, він зосередився на своїй юридичній кар’єрі, працюючи з Джеймсом Вайтсайдом, як головний радник позивача у справі Єлвертона. Його перехресний допит майора Єлвертона, пізніше Вільяма Єлвертона, IV віконта Ейвонмора, у цій справі вважається одним із найкращих прикладів судово-медичної майстерності в історії адвокатури Ірландії. У грудні 1868 року, після повернення до влади Ліберальної партії, Салліван став генеральним прокурором Ірландії в першій адміністрації Вільяма Гладстона. Він пішов у відставку з парламенту в 1870 році, щоб отримати посаду майстра рукописів Ірландії. У грудні 1881 року Салліван отримав титул баронета і став називатися сер Едвард Салліван з Гаррідафа, Корк. У 1883 році він змінив Х’ю Лоу на посаді лорд-канцлера Ірландії. Сер Едвард Салліван раптово помер у своєму будинку в Дубліні 13 квітня 1885 року. Його вдова померла в 1898 році.

### Родина
24 вересня 1850 року Едвард Салліван одружився з Елізабет Джозефін (Бессі) Бейлі, дочкою багатого землевласника Роберта Бейлі з Пассаж-Вест, графство Корк. Сестра Бессі Маргарет вийшла заміж за іншого відомого політика з Корка Джона Френсіса Магвайра. Шлюб Едварда та Елізабет був змішаний шлюб, Едвард був протестантом, а Бессі — римо-католичкою. У них було четверо синів і дочка. Серед їхніх дітей були:
- Сер Едвард Салліван (1852 – 1928) – ІІ баронет Саліван, опублікував у 1914 році знамениту «Книгу Келлс» - пам’ятник історії, культури, мистецтва Ірландії раннього середньовіччя, що була написана біля 800 року.
- Сер Вільям Салліван (1860 – 1937) – ІІІ баронет Саліван, одружився з Шарлоттою Давз, дочкою Річарда Давза, барона казначейства Ірландії.
- Блаженний отець Джон Салліван (1861 – 1933) – церковний діяч, що навернувся до католицизму в 1896 році і став священиком-єзуїтом у 1907 році.
- Енн Салліван (померла 1918 р.).

Родина Салліван жила на вулиці Еклс, 41, Дублін. Хлопчиків виховували в релігії батька - протестантами, а єдину доньку Енн — у релігії матері - католицизмі. 
Едвард саліван крім того, що був відомим політиом та юристом, став відомим колекціонером книг, вченим-класиком і лінгвістом.

### Репутація
Елрінгтон Болл назвав його надзвичайно впливовою фігурою в ірландській політиці та домінуючою фігурою серед ірландського судочинства. Його титул баронета вважався запізнілою винагородою за величезну допомогу, яку він надав британському уряду під час особливо неспокійного періоду в ірландській політиці. Його вплив на призначення суддів, поки він був лордом-канцлером, вважався майже необмеженим.